# Told
Told é um município da Hungria, situado no condado de Hajdú-Bihar. Tem 14,91 km² de área e sua população em 2015 foi estimada em 306 habitantes.